# تلر ۵۰۰۶
سیارک ۵۰۰۶ (به انگلیسی: 5006 Teller، نامگذاری:1989GL5) پنج هزار و ششمین سیارک کشف شده‌است که در ۵ آوریل ۱۹۸۹ کشف شد.
قدر مطلق سیارک برابر ۱۱٫۲۰ است.